# Enrico Mollo
Enrico Mollo (* 24. Juli 1913 in Moncalieri; † 10. März 1992 in Turin) war ein italienischer Radrennfahrer.

## Sportliche Laufbahn
Mollo war im Straßenradsport aktiv und konnte in seinem ersten Jahr als Profi 1935 die Lombardei-Rundfahrt vor Aldo Bini gewinnen. Seinen ersten Vertrag als Berufsfahrer hatte er im Radsportteam Gloria.
1936 siegte er in der Coppa Bernocchi und wurde Dritter im Giro del Lazio. Als Gino Bartali 1937 den Giro d’Italia gewann, wurde Mollo Dritter der Gesamtwertung und Zweiter in der Bergwertung. Den Giro dei Tre Mari entschied Mollo 1938 für sich. Er wurde Zweiter im Giro della Romagna und Dritter im Giro dell’Umbria. 1940 belegte er hinter Fausto Coppi den zweiten Platz im Giro d’Italia. 1946 gewann er den Giro dell’Appennino, den Gran Premio Gerbi und das Rennen Tre Valli Varesine.
Den Giro d’Italia bestritt er fünfmal, die Tour de France fuhr er 1938 und wurde 38. des Endklassements.